# Willems (Norte)
Willems é uma comuna francesa na região administrativa de Altos da França, no departamento do Norte. Estende-se por uma área de 5.8 km². Em 2010 a comuna tinha 3 038 habitantes (densidade: 523,8 hab./km²).